# Замок у Забжежі
Замок у Забжежі — середньовічний лицарський замок, розташований у селі Забжеж Новосондецького повіту Малопольського воєводства. Згідно археологічних даних його класифікують як замок .

## Історія
В XIII столітті, на місці старого лужицького городища, був побудований невеликий оборонний замок. Перша згадка про село Забжеж датується 1312 роком, того року настоятелька монастиря кларисок зі Старого Сонча Анна повернула солтисовство над Забжежем Клеменсу, синові Сваркона, який в свою чергу отримав його від святої Кунегунди, дружини Болеслава Сором'язливого. У 1358 році Констанція, також настоятелька кларисок зі Старого Сонча, за десять гривень продала солтисовство над селом Забжеж і хутором Бочув братам Павлу, Петру та Яну. У середні віки солтисом міг бути тільки шляхтич. Замок на Бабиній Горі ймовірно був резиденцією лицарів, які були старостували в  Забжежі. Але доказів цьому немає.
Обставини руйнування замку невідомі. За зібраними в 1960-70х рр. у місцевих жителів свідченнями, на вершині Бабиної Гори ще до Першої світової війни було видно уламки мурів замку. Від замку залишилися лише сліди глибокого сухого рову.
Проведені на вершині гори археологічні розкопки виявили сліди пожежі дерев'яних конструкцій.
У хуторі Бочув у Забжежі, на мисі Чубань в долині Дунайця, також є залишки старих укріплень. Колись тут був майдан діаметром 8 метрів, відгороджений канавою від краю гори. Дата спорудження цієї оборонної споруди невідома.

## Архітектура
Замок розташовувався на вершині Бабиної Гори, на лівому березі річки Камениці біля її грила в річку Дунаєць, на висоті 84 метри над рівнем долини. Мав він форму кола діаметром близько 30 метрів і був оточений сухим ровом та кам'яним муром товщиною до 3,5 метрів.

## Замок Леміш
Деякі дослідники припускали, що замок Леміш міг знаходитися на Бабиній Горі, про який згадується в Житії св. Кунегинди.

## Дивіться також
- Замки на річці Дунаєць

## Виноски
- 1. J. Marszałek: Katalog grodzisk i zamczysk w Karpatach. Warszawa: Wydawnictwo Stanisław Kryciński, 1993.